# Zaliznyi Port
Zaliznyi Port (ukrainien : Залізний Порт) est un village balnéaire du sud de l'Ukraine.

## Localisation
Zaliznyi Port est inclus dans la communauté villageoise de Bekhtery.
Il est situé dans la partie sud du raïon de Skadovsk (district) de l'oblast de Kherson (province), sur la côte de la mer Noire. La longueur du littoral est d'environ 4 km.
Le village se trouve à 45 km à l'ouest de Skadovsk et à 60 km au sud-ouest de Kherson.
À la périphérie ouest du village commence la réserve de biosphère de la mer Noire (en).

## Toponymie
Il n'existe aucune preuve documentaire de l'origine du nom Zaliznyi Port. Il existe plusieurs versions, basées sur les histoires des résidents locaux.
Une version indique que le village avait une jetée en fer qui s'enfonçait à 100 mètres dans la mer. La jetée était utilisée pour charger de petits navires avec des céréales et du poisson. Par la suite, avec l'arrivée progressive de la mer sur terre, la jetée s'est éloignée du rivage et a été absorbée par la mer.
Selon une autre version, une grange au toit de fer a été utilisée pour stocker les céréales pour l'expédition, et les marins ont vu la grange de fer des navires et ont donné son nom au village.
Selon la troisième version, le nom du village vient du verbe ukrainien « fer » : « Et ce village s'est élevé sous la mer. Et c'est pourquoi le port est en fer. »
La population locale dans la version russe utilise le nom de Железный Порт signifiant « port de fer ».
Sur les cartes officielles de la période soviétique, cette colonie est appelée Зализный Порт (Zalizny Port).

## Histoire
Le village a été fondé en 1922.
Selon le décret no  1391 du Cabinet des ministres de l'Ukraine daté du 15 décembre 1997, le village de Zaliznyi Port a été inclus dans la liste des colonies de vacances de l'Ukraine.
Avant la réforme administrative de 2020, le village appartenait au raïon de Hola Prystan (en) avant son absorption dans le raïon de Skadovsk.

## Population
Selon le recensement de l'URSS de 1989, le nombre de la population actuelle du village était de 1 506 personnes, 756 hommes et 750 femmes.
Selon le recensement ukrainien de 2001 (en), le village comptait 1 495 habitants.

## Langues
Répartition de la population selon la langue maternelle selon le recensement de 2001 :
| Langue    | Pourcentage |
| --------- | ----------- |
| Ukrainien | 79,06 %     |
| Russe     | 19,57 %     |
| Arménien  | 0,72 %      |
| Moldave   | 0,39 %      |
| Bulgare   | 0,07 %      |

## Infrastructures

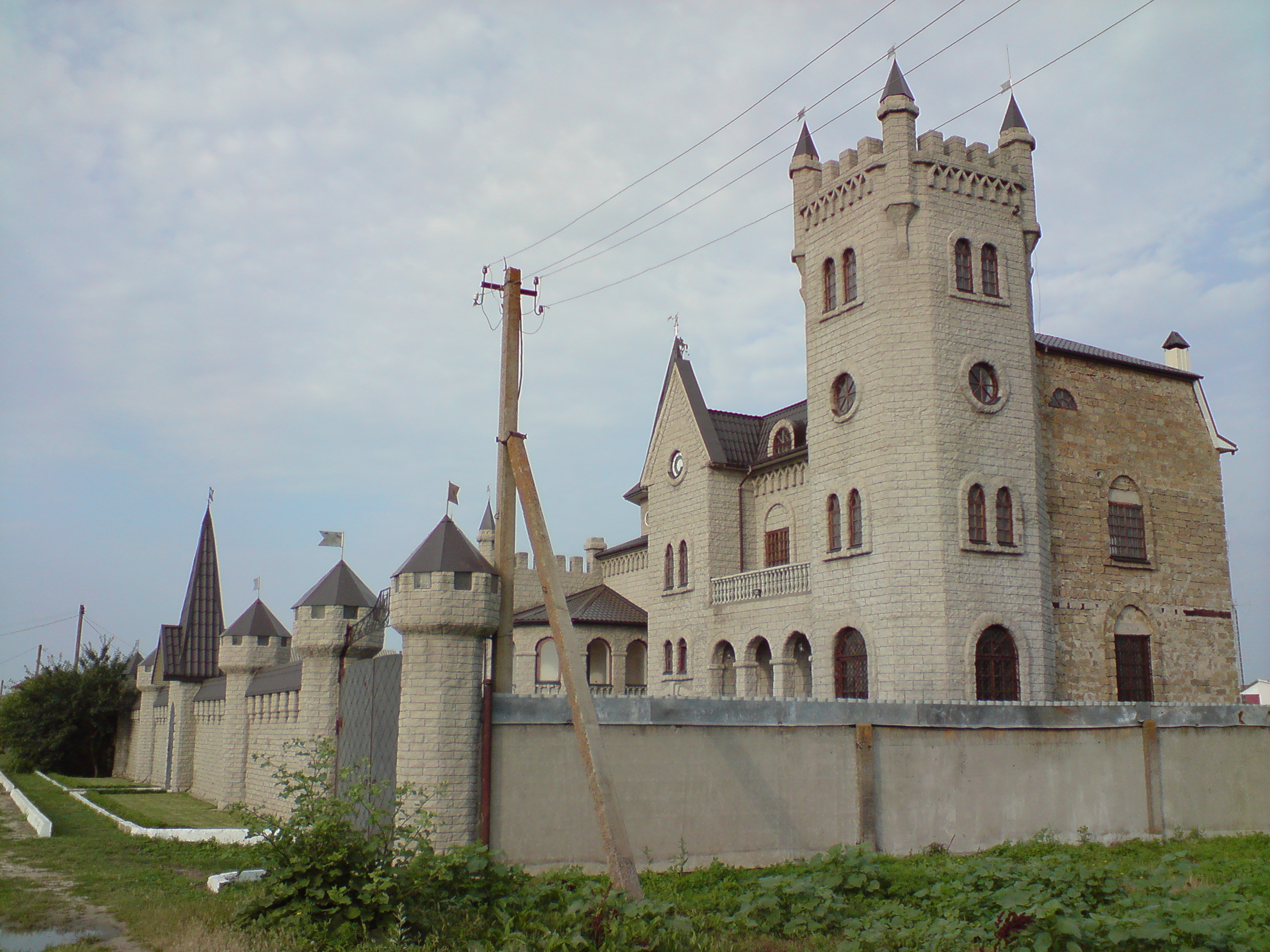
Château moderne à Zaliznyi Port.

Zaliznyi Port est l'une des plus grandes stations balnéaires de la mer Noire dans la région de Kherson. Il existe une infrastructure de villégiature bien développée : centres de loisirs, hôtels, cafés, restaurants et clubs. La plupart d'entre eux sont concentrés dans la zone côtière. Il y a aussi un marché et de nombreuses boutiques à Zaliznyi Port.
L'établissement d'enseignement du village est l'école polyvalente Zaliznoportivska des niveaux I-III, où étudient environ 119 élèves.

## Climat
Une caractéristique distinctive du climat de Zaliznyi Port est qu'il combine deux systèmes climatiques. D'une part, le climat sec des steppes méridionales de la Tavria, d'autre part, l'air marin humide. En été, la température moyenne de l'eau est de 20 à 23 °C. L'eau chauffe assez vite car la profondeur n'est pas très importante.

## Édifices religieux
Église Saint-Serge de l'Église orthodoxe ukrainienne (patriarcat de Moscou).